# Gerlachov (Poprad)
Gerlachov (bis 1927 slowakisch „Gerlachov“; deutsch Gerlsdorf und Gerlachsdorf, ungarisch Gerlahfalva – bis  1902 Gerlachfalu) ist eine kleine Gemeinde im Nordosten der Slowakei mit 864 Einwohnern (Stand 31. Dezember 2024), die zum Okres Poprad, einem Teil des Prešovský kraj gehört.

## Geographie

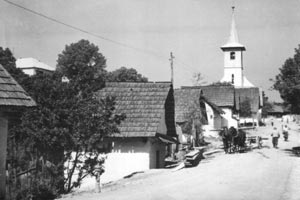
Gerlachov

Die Gemeinde befindet sich im Talkessel Podtatranská kotlina, genauer gesagt im Unterteil Popradská kotlina, am Fuße der Hohen Tatra. Sie gehört zur Region Zips und gibt dem nördlich gelegenen Berg Gerlachovský štít (Gerlsdorfer Spitze, Gerlachsdorfer Spitze) sowie indirekt den Bergen Gerlachovská veža und Zadný Gerlach den Namen. Das Ortszentrum ist acht Kilometer westlich von Poprad entfernt.

## Geschichte
Der Ort wurde durch karpathendeutsche (zipser-sächsische) Goldschürfer (deshalb im Wappen zwei gekreuzte Bergbauhämmer), genauer durch den Richter Gerlach aus Georgenberg/Spišská Sobota (heute Stadtteil von Poprad) im Auftrag der Adelsfamilie Máriassy gegründet und wird 1326 als Gerlachfewlde (Gerlachfelde) zum ersten Mal erwähnt. Aus dieser Zeit stammt auch das älteste Bauwerk des Ortes, der Turm einer im 13. Jahrhundert errichteten Kirche. Der Rest der Kirche brannte jedoch wie der gesamte Ort 1876 nieder und wurde neu errichtet. Die evangelische Kirche im Ort wurde 1800 erbaut und 1899 restauriert.
Wie in vielen anderen Orten der Zips ging die deutsche Bevölkerung von Gerlsdorf im Laufe der Zeit ganz in der slowakischen Volksgruppe auf. Dieser Prozess war bereits Ende des 18. Jahrhunderts weitgehend abgeschlossen.
Heute lebt der Ort vor allem vom Tourismus.

## Bevölkerung
| Jahr                | 1994 | 2004     | 2014    | 2024    |
| ------------------- | ---- | -------- | ------- | ------- |
| Anzahl der Personen | 704  | 796      | 830     | 864     |
| Unterschied         |      | +13,06 % | +4,27 % | +4,09 % |

| Jahr                | 2023 | 2024    |
| ------------------- | ---- | ------- |
| Anzahl der Personen | 867  | 864     |
| Unterschied         |      | −0,34 % |

Nach der Volkszählung 2011 wohnten in Gerlachov 809 Einwohner, davon 719 Slowaken, 48 Roma, 6 Tschechen, 3 Russinen sowie 4 anderer Ethnie. 36 Einwohner gaben keine Angabe an. 378 Einwohner bekannten sich zur römisch-katholischen Kirche, 255 Einwohner zur evangelischen Kirche, 46 Einwohner zu den Siebenten-Tag-Adventisten, 11 Einwohner zur griechisch-katholischen Kirche, 10 Einwohner zur evangelisch-methodistischen Kirche und 17 Einwohner waren anderer Konfession. 51 Einwohner waren konfessionslos und bei 41 Einwohnern ist die Konfession nicht ermittelt.
Ergebnisse nach der Volkszählung 2001 (781 Einwohner):
| Nach Ethnie: - 95,65 % Slowaken - 2,82 % Roma - 0,77 % Tschechen | Nach Konfession: - 42,77 % römisch-katholisch - 40,85 % evangelisch - 6,27 % konfessionslos |